# رمولوس، رموس و کالیسی
رمولوس و رموس (انگلیسی: Romulus and Remus) دو گرگ خاکستری اصلاح ژنتیکی هستند که در ۱ اکتبر ۲۰۲۴ به دست کولوسال بایوساینسز با هدف تکثیر فنوتیپ گونهٔ منقرض شدهٔ گرگ وحشت به دنیا آمدند. بعدتر و در تاریخ ۳۰ ژانویه ۲۰۲۵ یک گرگ ماده به نام کالیسی (انگلیسی: Khaleesi) نیز متولد شد، کولوسال مدعی است این دو نر اولین نمونه‌های زنده این گونه از زمان انقراض آن در حدود ۱۰۰۰۰ سال پیش هستند. از آنجایی که گرگ وحشت‌ها متعلق به یک سرده کاملاً متفاوت بودند، رمولوس، رموس و کالیسی در واقع گرگ‌های خاکستری با مهندسی ژنتیک هستند.
دانشمندان ۱۴ ژن کلیدی را در سلول‌های پیش‌ساز لایه درون‌رگی گرگ خاکستری بازنویسی کردند تا ۲۰ ویژگی گرگ وحشت را بیان کنند، در واقع دی‌ان‌ای گرگ وحشت باستانی در ژنوم گرگ خاکستری پیرایش نشد. اعلام عمومی تولد آنها در آوریل ۲۰۲۵ مورد توجه عمومی قرار گرفت.